# Czuczuligowo
Czuczuligowo (bułg. Чучулигово) – wieś w Bułgarii, w obwodzie Błagojewgrad, w gminie Petricz. Według danych szacunkowych Ujednoliconego Systemu Ewidencji Ludności oraz Usług Administracyjnych dla Ludności, 15 czerwca 2020 roku miejscowość liczyła 181 mieszkańców.

## Osoby związane z miejscowością

### Urodzeni
- Mirczo Razbojnikow (1918–2004) – bułgarski partyzant, pułkownik

### Zmarli
- Krystjo Chadżiiwanow (1929–1952) – bułgarski poeta
- Georgi Chaznatarski (1877–1941) – bułgarski rewolucjonista
- Łazar Kungałow (1884–1970) – bułgarski rewolucjonista
- Christo Radowski (1903–1980) – bułgarski rewolucjonista
- Marko Radowski (1908–1984) – bułgarski rewolucjonista
- Toma Radowski (1862–1957) – bułgarski rewolucjonista

### Związani
- Aleksandyr Radowski (1968) – bułgarski oficer, piłkarz, autor książki „Wojewodowie Czuczuligowa”
- Christo Razbojnikow (1881–1925) – bułgarski rewolucjonista